# Последнее предательство
«Последнее предательство» (англ. Ultimate Betrayal) — американская телевизионная драма основанная на реальных событиях. Премьера в США — 20 марта 1994 года.

## Сюжет
Фильм основан на реальных событиях и рассказывает историю одной семьи и большого предательства. Две сестры, Шэрон и Сьюзен Роджерс, подали в суд на своего отца, обвиняя его в инцесте и жестоком обращении с детьми. По мере развития сюжета выясняется, что отец применял физическое насилие ко всем шести детям, а также принудил к сексу всех четырёх дочерей. Мать, несмотря на всё это, позволяла мужу управлять семьёй методом «дисциплины». Фильм включает в себя графические описания и сцены насилия.

## В ролях
- Марло Томас — взрослая Шэрон Роджерс
- Чандра Мусзка — юная Шэрон
- Тиффани Леонардо — маленькая Шэрон
- Мэл Харрис — взрослая Сьюзен Роджерс
- Ким Шрайнер — Сьюзен в возрасте 15-19 лет
- Чантеллесе Кент — Сьюзен в 12 лет
- Кэти Зегерс — маленькая Сьюзен «Сьюзи»
- Элли Шиди — взрослая Мэри Роджерс
- Луиза Зейн — Мэри в 7 лет
- Айлин Хекарт — Сара МакНейл
- Кэтрин Даулинг — взрослая Бет Роджерс
- Таня Аллен — Бет в 17 лет
- Сюзанн Хэммонд — юная Бет
- Генри Черни — Эд Роджерс
- Донна Гудхэнд — Дана Куинн
- Дэвид Б. Николс — Пэт
- Джоанн Ванникола — Карла
- Джастин Луис — Уэйн
- Бретт Пирсон — Дейв
- Валери Бухагиар — Хелен Роджерс
- Пэм Хайатт — старая Хелен Роджерс
- Найджел Беннетт — взрослый Стивен Роджерс
- Джон Дэвид Вуд — юный Стив
- Би Джей МакЛеллан — юный Стив
- Марк Мельмик — супруг Шэрон
- Кайл Саймон Паркер — взрослый Джон Роджерс
- Марк Донато — юный Джон
- Чандлер Николь — маленький Джон
- Джон Иннес — судья
- Найджел Хамер — адвокат
- Вани Берри
- Аманда Малина
- Лорен ДаСильва

## Съёмочная группа
- Режиссёр — Дональд Рай
- Продюсеры — Грегори Гуделл, Венди Крэм, Джулиан Маркс, Джейн Валентайн, Дональд Рай
- Сценарист — Грегори Гуделл
- Оператор — Дик Буш
- Композитор — Крис Бордман